# Aspen Hill
Aspen Hill is een plaats (census-designated place) in de Amerikaanse staat Maryland, en valt bestuurlijk gezien onder Montgomery County.

## Demografie
Bij de volkstelling in 2000 werd het aantal inwoners vastgesteld op 50.228.

## Geografie
Volgens het United States Census Bureau beslaat de plaats een oppervlakte van
27,3 km², waarvan 27,1 km² land en 0,2 km² water.

## Plaatsen in de nabije omgeving
De onderstaande figuur toont nabijgelegen plaatsen in een straal van 8 km rond Aspen Hill.